# Internado Nacional Barros Arana
El Internado Nacional Barros Arana (INBA) también conocido por su código como A-17; es un liceo de carácter laico y municipal, ubicado en la comuna de Santiago, frente al parque Quinta Normal. Comenzó a funcionar de forma independiente el 20 de mayo de 1902 en la presidencia de Germán Riesco, y la idea de crearlo fue de José Manuel Balmaceda en 1887 debido, en sus palabras, a la necesidad social derivada de las costumbres chilenas y de la dispersión de las dos terceras partes de la población en los valles y colinas del territorio.
El INBA fue el primer internado estatal de Chile y pertenece al conjunto de liceos emblemáticos, bastiones de la educación pública chilena y considerados como los mejores liceos municipales del país. Es un establecimiento escolar que une las diversidades y distancias de Chile.
El INBA es un liceo-internado masculino que imparte la modalidad de Educación General Básica (7.º y 8.º años) y la Educación Media Científico Humanista (1.º a 4.º años). Tiene cerca de 1800 alumnos inscritos, es calificado como uno de los liceos más estrictos de Chile puesto a que egresa menos de la mitad (200) del alumnado que ingresa (400), además según los resultados de Prueba de Selección Universitaria (PSU) para 2013, obtuvo el 6 lugar entre los establecimientos municipales, con un promedio de 582. En la actualidad, el internado cuenta con 8 Puntajes Nacionales en la PSU (entre los años 2008 y 2013).

## Historia
El Internado Nacional nació como una sección del Instituto Nacional en 1819 cuando a este se le implantó un semi-régimen de internado para que provengan alumnos de todo Chile, en un ala de cuyo edificio funcionó al principio. La idea de fundar el Internado Nacional había nacido bajo la administración del presidente José Manuel Balmaceda, pero no se pudo concretar entonces debido a la guerra civil de 1891. Balmaceda consideraba que la finalidad del Internado Nacional debía ser "ilustrar al pueblo y enriquecerlo", y esperaba que después de haber dado a este "sus libertades civiles y políticas", se convirtiera en la "confirmación anticipada y previsora del porvenir de la grandeza de Chile". El lema es Mens sana in corpore sano, (traducido del latín: Mente sana en cuerpo sano).
El aumento de los internos que se producía cada año en el Instituto Nacional motivó que se lo trasladara a la calle Santo Domingo, casi un siglo después, a un edificio diseñado a inicios del siglo XX por el arquitecto francés Victor Henry de Villeneuve en 17 hectáreas (170 000m²) de terrenos vecinos a la Quinta Normal de Agricultura, el arquitecto se basó en internados franceses para diseñarlo.
El 22 de enero de 1902, el presidente Germán Riesco promulgó el Decreto Supremo n.º 90, por el cual el Internado Nacional abandonó su dependencia del Instituto Nacional e inició su vida independiente. Su primer rector fue el ingeniero agrónomo y profesor de castellano, Eduardo Lamas García, quien abrió el colegio el 20 de mayo de 1902 para los alumnos de provincias. Hasta la fecha se considera esta la fecha de su fundación, pero funcionaba desde el gobierno de Balmaceda, cuando se construyeron los primeros edificios.
El presidente Pedro Montt rebautizó el establecimiento cinco años más tarde, el 13 de noviembre de 1907, tras la muerte del historiador, diplomático y político Diego Barros Arana, con sus apellidos por su aporte educativo al país. El rector Lamas contrató a profesores suizos para proveer las asignaturas de matemáticas, física, química, ciencias naturales, gimnasia y francés, idioma en el que se impartían muchas de las clases. Hasta hoy una sección de patios interiores del internado se denomina los suizos, en recuerdo de aquellos maestros. Lamas fue reemplazado por Amador Alcayaga, a quien se debe la letra del himno del internado, con música del profesor Pedro Núñez Navarrete.
El INBA era entonces un complejo dotado con cine (la actual "aula magna"), piscina temperada, modernos laboratorios, canchas deportivas, academias, librería, correo, talleres, sastrería, casino, zonas verdes, estacionamiento de vehículos, clínica dental, lavandería, zapatería, radio y comenzaba a ser reconocido en el exterior. Exalumnos residentes de otros países y de las antiguas provincias comenzaban a enviar a sus hijos a estudiar en las mismas aulas donde ellos se formaron. Hijos de inmigrantes alemanes, árabes, judíos, italianos, portugueses, franceses, ingleses, chinos y cientos de latinoamericanos confiaron al Internado la formación de sus hijos. El colegio albergó entre las décadas de 1920 a 1985 unos mil internos anualmente, donde el 10% del alumnado eran extranjeros o hijos de estos.
El tercer rector, el profesor de historia y geografía Orlando Cantuarias Valdivieso, introdujo la autodisciplina, encargando a jóvenes del último curso de humanidades (enseñanza media) el cuidado de sus compañeros, manteniendo además el antiguo sistema de inspectores estudiantes de carreras universitarias, muchos de ellos exalumnos de colegio con el apelativo de serruchos, práctica que continúa.
Después del golpe de Estado del 11 de septiembre de 1973, el INBA fue ocupado por efectivos del Regimiento n.º 3 Yungay de San Felipe para la Dirección de Inteligencia Nacional y posteriormente la Central Nacional de Informaciones, y convertirlo en centro de prisioneros en tránsito (Centro de retención y tortura). Expone un premeditado quiebre sustancial de facto y decisivo en la historia constitucional de Chile y del que el internado nunca fue partícipe o encubridor; lo que siguió fue el deterioro del establecimiento, material y espiritual, en cada rincón del liceo se vislumbra impotencia de aquello. Cientos de prisioneros políticos, generalmente comunistas y socialistas fueron torturados, algunos asesinados. Durante los años que duró la dictadura cívico-militar, el Internado también sufrió diversas expropiaciones perdiendo así, terrenos de gran importancia como el «Patio Azul» o el «Pabellón Cantuarias» (parte del sector ubicado detrás del actual Internado, en el Patio Siberia). Hoy en día, estos sectores expropiados son usados por el Ejército de Chile Cuerpo Militar del Trabajo Sub Jefatura Zonal Coyhaique (ex Patio Azul) o la Escuela Especial Santiago Apóstol (ex Pabellón Cantuarias) (hecha para niños con discapacidad auditiva).
En 1981, el decreto legislativo n.º 13 260 modifica los límites comunales, quedando el INBA dentro del territorio de la comuna de Quinta Normal y bajo la administración de su respectiva municipalidad, pero este último traspaso no se concreta. Cuando debe materializarse, el 1 de enero de 1995, estalla a "la crisis más grande de su historia", ya que debido a problemas económicos, dicha municipalidad no podría sustentarlos, poniendo en peligro la existencia misma del INBA. Estudiantes, profesores, apoderados y exalumnos se rebelan, llegando a tomarse el establecimiento. Finalmente, la Ley 19.373 estableció que el territorio en el que se encuentra el Internado Nacional Barros Arana fuese trasladado a la comuna de Santiago.
El terremoto de 1985 dañó considerablemente la estructura de los pabellones más viejos del establecimiento y desde entonces el régimen internado fue cambiado por el medio pupilaje (medio internado y externado).
En 1997, el INBA se convierte en el único liceo perteneciente a la Municipalidad de Santiago en ganar el Proyecto Montegrande o Liceo de anticipación y el 1 de enero de 2006 obtiene el reconocimiento de excelencia académica.
Para el aniversario de los 100 años del INBA, en 2002, se implementó el programa Beca Centenario, iniciativa del municipio cuyo objetivo es ofrecer oportunidades de acceder a una educación de calidad a alumnos provenientes de regiones. Los seleccionados, que deben presentar un rendimiento escolar de excelencia y provenir de familias vulnerables, estudiarán en régimen de internado, donde recibirán una alimentación completa (desayuno, merienda almuerzo y cena); además, aquellos que se queden los fines de semana, podrán acceder asimismo a un servicio de lavandería. La Municipalidad de Santiago costea los pasajes al inicio y término del año y en periodo de vacaciones de invierno; financia total o parcialmente los útiles escolares y provee los textos de estudios adicionales requeridos en cada asignatura, además de prestar otro tipo de asistencia.
En el año 2006 el edificio del INBA, construido a inicios del siglo XX, es declarado Monumento Histórico Nacional por el Consejo de Monumentos Nacionales.
El INBA fue en 2006-2008 uno de los colegios que lideraron la llamada revolución de los pingüinos y la lucha contra la Ley General de Educación periodo en el cual hubo un total de 5 meses de paro.
El terremoto y posterior maremoto ocurrido el 27 de febrero de 2010 en la zona centro sur del país afectó estructuralmente muchas dependencias del establecimiento, que adoptó un programa de reconstrucción para los dos años siguientes. El Ministerio de Educación anunció en diciembre de 2010 que con estos fines, la empresa Soquimich había donado un millón de dólares. El internado, por su parte, acordó acoger a los mejores 150 alumnos destacados de las regiones afectadas y que se encontraban en condición de damnificados.
Las modificaciones efectuadas al complejo arquitectónico durante el período de obras, fueron rígidamente criticadas tanto por el estamento estudiantil como por exalumnos del establecimiento. El denominado proceso de “Tugurización” no sólo dejó las promesas de reconstrucción inconclusas y sin resolución; sino que bajo esta premisa se demolieron los 2 pabellones sobrevivientes del tercer piso en el emblemático Patio Amarillo, también se desmanteló completamente el antiguo sistema de luminarias y se retiraron en su mayoría los patrimoniales suelos de roble francés, siendo reemplazados por cerámicas blancas de escaso valor. 
La trascendencia de esta intervención fue minúscula, emergiendo nuevamente las problemáticas estructurales y diversas carencias de infraestructura.
Hasta hoy se lamenta dentro del profesorado y estudiantado la pérdida sustancial de materias patrimoniales e históricas del edificio, sin embargo, esto se ha desplazado tras los reiterados hechos de violencia, que esencialmente también responden a las carencias estructurales que perduran en el internado.
Cabe señalar que durante ese año 2010 las clases se vieron suspendidas por un paro histórico de estudiantes, comenzando en mayo y no reanudandose hasta marzo de 2011. Con las manifestaciones del movimiento estudiantil, casi la totalidad del estudiantado perdió académicamente el año escolar, y los apoderados aceptaron esta pérdida, asumiendo con ello ganar para el futuro de los estudiantes muchos  de los aspectos del petitorio del movimiento, cómo la derogación de la LGE, la desmunicipalizacion de los establecimientos y sobre todo, acceso con igualdad y equidad a la educación superior.
Durante el estallido social, los estudiantes del INBA apoyaron las protestas abiertamente, efectuando evasiones continuas hacia Metro Quinta Normal (primeras evasiones masivas hechas por estudiantes de liceos emblemáticos). Por lo cual, la Municipalidad de Santiago en conjunto con la Dirección de Educación Municipal abordaron la determinación de cerrarles el año escolar con dos meses de anterioridad a lo establecido, siendo el 19 de octubre de 2019 el último día de clases presenciales de aquel año.
En marzo del año 2020 se retornaron las clases presenciales regulares, las cuales luego de una semana, tuvieron que verse relegadas por la modalidad en línea (al igual que la mayoría de establecimientos educacionales) debido a la crisis sanitaria.
Tras el aumento exponencial de contagios y fallecidos por la pandemia global del COVID-19, el Internado funcionó como consultorio de emergencia y residencia sanitaria; ayudando a descongestionar significativamente el sistema de salud público. Simultáneamente, las clases siguieron siendo desarrolladas mediante diversos instrumentos en línea; formulando el INBA su aula virtual oportunamente y dotando a sus estudiantes de recursos académicos en pleno transcurso del confinamiento.
En marzo del año 2022, una vez ya estabilizada la pandemia, mediante el uso de las normas sanitarias y en conjunto con el exitoso plan de inoculación, la Municipalidad de Santiago decidió hacer efectivo el retorno de toda la matrícula de liceos de la comuna, incluyendo al INBA, acusando que estaban las condiciones pertinentes para un retorno seguro. Sin embargo, no tardaron en percibirse  diversas problemáticas en gran parte de los establecimientos educacionales de toda la comuna; graves daños infraestructurales (por el abandono al que estuvieron sometidos durante los años de pandemia y la nula gestión de gobernanzas anteriores), un aumento significativo en la violencia (a nivel nacional)y el deplorable funcionamiento que tuvo la alimentación de Junaeb (a nivel nacional). Desembocaron en una serie de movilizaciones a lo largo y ancho del país, pero sobre todo concentrado en la comuna de Santiago. 
En el Internado, el estudiantado participó activamente en estas movilizaciones; ante la crisis institucional interna debido a la falta de un Centro de Estudiantes, se formó un comité administrativo.  A través de asambleas estudiantiles, se redactó un Petitorio Central  que reflejaba las necesidades del estudiantado, como la insuficiencia alimentaria, la escasez de profesores y el deterioro de la infraestructura, entre otros. Para decidir una medida de presión que garantizara la consideración del petitorio, se llevó a cabo una amplia jornada democrática en donde todo el estudiantado votó si se estaba a favor o en contra de paralizar las funciones regulares del establecimiento mediante una «toma» gestionada por los mismos estudiantes, la opción ganadora por amplia mayoría fue el «Sí» y se llevó a cabo la paralización del establecimiento el mismo día. Las manifestaciones estudiantiles en el INBA no se limitaron a la toma. Se convocaron marchas (a veces, en conjunto con los apoderados) hacia la DEM y al Mineduc para entregar el petitorio y establecer una mesa de trabajo. Las autoridades respondieron oportunamente a la solicitud y se comprometieron a trabajar junto a todos los sectores de la comunidad, incluyendo: exalumnos, estudiantes, apoderados, personal de servicios, el cuerpo docente y dirección. No obstante, durante la ocupación del establecimiento, el estudiantado denunció haber sido objeto de un ataque organizado por parte de los guardias municipales del Parque Quinta Normal. Esta situación condujo a la apertura de una investigación por parte de la Municipalidad de Santiago para esclarecer los hechos ocurridos.

## Himno

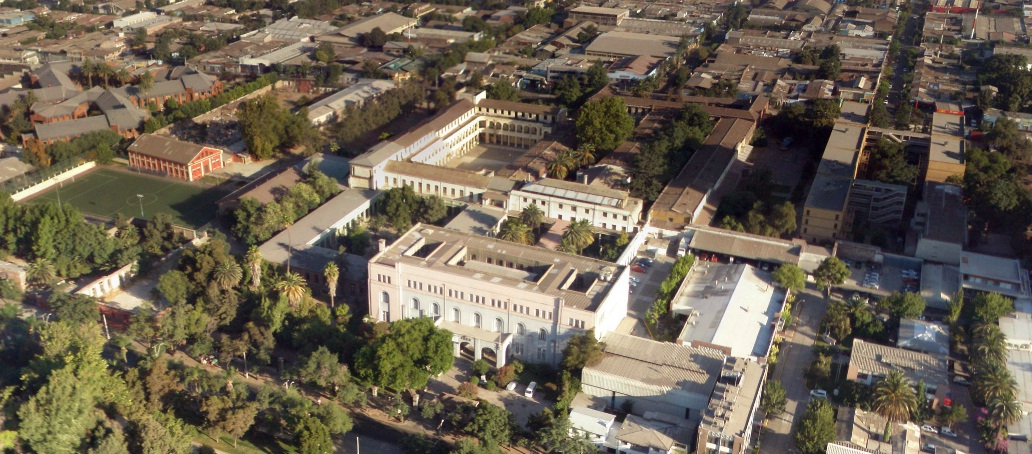
Vista aérea del INBA.

La edición oficial y completa de la letra del himno es la siguiente —en negrita el texto que se canta tradicionalmente, además el orden es: coro, estrofas I y II para terminar cantando el coro nuevamente—:

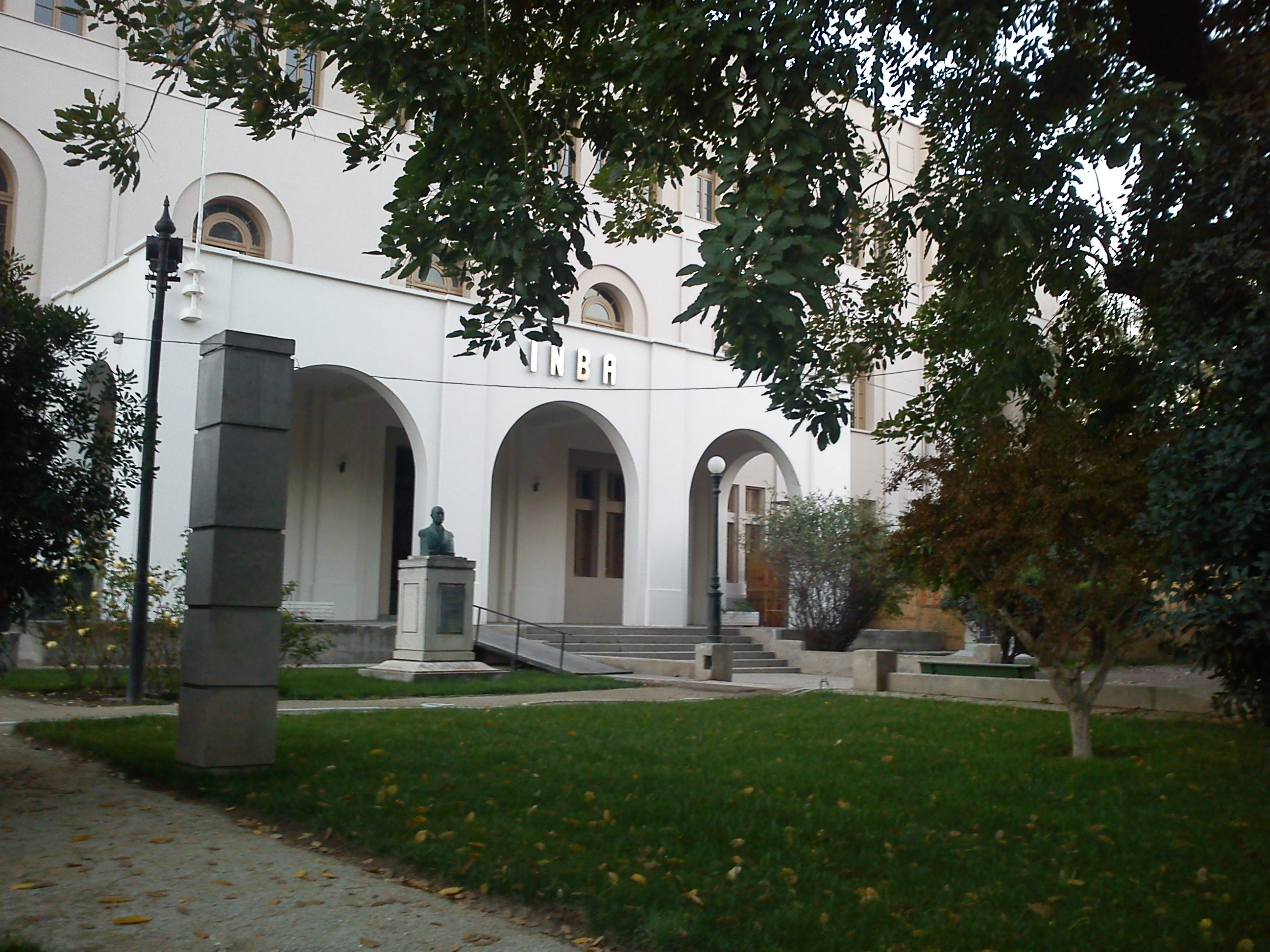
Frontis del INBA

Coro
Internado, tus hijos te brindan,
pues te deben cultura y virtud,
lo que es flor de hidalguía en las almas:
gratitud, gratitud, gratitud.

I
Como un padre supiste orientarnos
y fundirnos en noble amistad:
¡Donde quiera; la vida nos llame,
cual hermanos sabremos obrar!
II
Y  honraremos tu nombre, Internado.
combatiendo en las lides del  bien;
buenos hijos seremos primero,
ciudadanos conscientes después
III
Pues no en  balde tú aceras los cuerpos
y enriqueces tenaz la razón
con ideas que llenan la  mente,
con  anhelos que acercan a Dios.
IV
Fragua de hombres que alumbras la senda
del deber en tus aulas de luz,
ni soberbios del triunfo seremos,
ni cobardes cargando una cruz.
V
Adorar nuestra Patria, ante todo,
como nadie tú  enseñas, y amor
a las otra fué siempre tu lema,
y a la América, Patria mayor.

Letra de Amador Alcayaga, con música de Pedro Núñez Navarrete.

## Deportes

### Internado Football Club

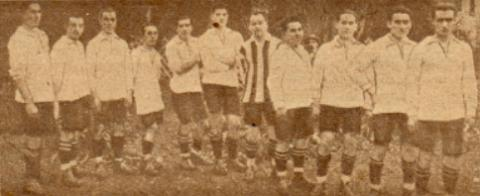
Internado F.C. en 1923.

El Internado Football Club fue fundado el 20 de mayo de 1902 como equipo representativo del INBA. En 1905 comenzó a participar oficialmente en la Copa Municipal de la Asociación Arturo Prat (AAP), competición conformada el 21 de mayo de ese mismo año y que agrupó a los equipos de distintas instituciones educacionales de Santiago. En su primera versión se tituló campeón el Sacred Hearts F.C., del Colegio de los Sagrados Corazones de Santiago.
Luego de consagrarse campeón de la Copa Municipal en 1910 bajo la presidencia de Leotardo Matus, algunos jugadores y directivos del club propusieron ir más allá de las competiciones estudiantiles e incorporar un equipo a la Asociación de Football de Santiago (AFS), entidad creada en 1903 en la que participaban los principales clubes de la capital. Finalmente, el 25 de marzo de 1911, el Internado F.C. firmó su desvinculación con el INBA y se afilió a la AFS el 30 de marzo del año siguiente. Allí 
compitió ininterrumpidamente hasta 1926, llegando a adjudicarse la Copa Chile (especie de segunda categoría de la Asociación de Santiago), en 1921 y 1923. Desapareció el 24 de mayo de 1927 para, en conjunto con otros clubes deportivos, formar el Club de Fútbol Profesional de la Universidad de Chile.

### Misceláneos
El INBA siempre ha destacado en deportes, principalmente en basquetbol aunque también en deportes como fútbol, voleibol, tenis, balonmano, waterpolo, béisbol disciplinas en las que ha ganado una gran cantidad de copas y medallas, las que adornan su sala de trofeos en el Hall Central (entrada 1.er piso, a los lados de la estatua de Diego Barros Arana) y otros lugares del internado como el museo histórico.
El internado implementa el fútbol americano en un taller extra-programático y tiene al equipo Red Stallions INBA (Sementales Rojos INBA), primer equipo escolar de este deporte en los colegios municipales del país. Ganó el primer partido escolar de esta clase en Chile, jugado el 21 de diciembre de 2012.

## PelículaMachuca
El director Andrés Wood rodó su película Machuca en el Internado Nacional Barros Arana. Basada en un experimento educativo real introducido en el Saint George's College (Saint Patricks School en la cinta) por su rector, el padre Gerardo Whelan, el filme está protagonizado por Matías Quer (Gonzalo Infante), Manuela Martelli (Silvana), Ariel Mateluna (Pedro Machuca), y Ernesto Malbrán (Father McEnroe). Gracias a esta película —considerada una de las 10 mejores chilenas por mostrar lo que se vivió durante la Unidad Popular y el inicio de la dictadura militar desde dos puntos de vista (pobres y ricos)—, el INBA figura dentro de los 50 localizaciones más emblemáticas en la historia del cine chileno (ocupa el 8.º lugar). Según el director decidió hacer la obra en el establecimiento ya que en él pasaron hechos reales de tortura durante la dictadura y por su arquitectura barroca.

## Premios nacionales, internacionales y honores otorgados a sus alumnos
- 1940 - Luis Oyarzún – Premio de la Sociedad de Escritores de Chile.
- 1956 - José Caracci – Premio Nacional de Arte, categoría Artes plásticas.
- 1964 - Carlos Sanders - Premio Nacional de Periodismo.
- 1967 - Carlos Muñoz Pizarro - Académico de Número de la Academia de Ciencias del Instituto de Chile.
- 1969 - Nicanor Parra - Premio Nacional de Literatura.
- 1969 - Julio Moreno Toledano - Premio Nacional de Periodismo
- 1972 - Agustín Siré – Premio Nacional de Arte, categoría Teatro.
- 1974 - Sady Zañartu - Premio Nacional de Literatura.
- 1974 - Carlos Muñoz Pizarro - Caballero de la Orden del Arca de Oro del Reino de los Países Bajos
- 1979 - Carlos Pedraza Olguín - Premio Nacional de Arte, categoría Pintura.
- 1981 - Edwin Weil - Premio Nacional de Arquitectura.
- 1983 - Hermann Niemeyer - Premio Nacional de Ciencias, por sus logros en Bioquímica.
- 1984 - Gabriel Guarda - Premio Nacional de Historia.
- 1987 - Danko Brncic Juricic - Premio Nacional de Ciencias, por sus logros en Genética.
- 1987 - Mario Recordón Burnier - Premio Nacional de Arquitectura. La Universidad de Chile otorga a los mejores alumnos de arquitectura de la Facultad de Arquitectura y Urbanismo la Medalla Mario Recordón, instituida en su honor
- 1989 - Gustavo Hoecker - Premio Nacional de Ciencias, por sus logros en Inmunología.
- 1989 - Eliodoro Cereceda - Premio Nacional de Educación.
- 1988 - Pedro Nuñez Navarrete - Premio Arrau
- 1990 - Patricio Aylwin - Caballero gran cruz de la Orden de Isabel la Católica, España.
- 1991 - Nicanor Parra - Doctor Honoris Causa por la Universidad de Brown, Estados Unidos.
- 1992 - Gonzalo Rojas - Premio Nacional de Literatura , Premio Reina Sofía de Poesía Iberoamericana.
- 1993 - Ernesto Livacic Gazzano -  Premio Nacional de Educación.
- 1998 - Alfonso Calderón - Premio Nacional de Literatura.
- 1998 - Marino Pizarro  - Premio Nacional de Educación. Exrector de la Universidad de Chile.
- 1999 - José Maza Sancho – Premio Nacional Ciencias Exactas, por sus logros en Astronomía y astrofísica.
- 2000 - Nicanor Parra - Honorary Fellow del St Catherine's College de la Universidad de Oxford, Inglaterra.
- 2001 - Nicanor Parra: Reina Sofía de Poesía Iberoamericana, Premio Bicentenario.
- 2003 - Gonzalo Rojas - Premio Cervantes, España.
- 2005 - Juan Pablo Cárdenas - Premio Nacional de Periodismo.
- 2009 - Ramón Núñez Villarroel - Premio Nacional de Artes de la Representación y Audiovisuales.
- 2011 - Nicanor Parra: Premio Cervantes España, Iberoamericano de Poesía Pablo Neruda.
- 2016 - Edward Rojas Vega - Premio Nacional de Arquitectura

### Premios de funcionarios
- 2008 - Alipio Vera (Inspector mientras desarrollaba sus estudios universitarios / Serrucho) - Premio de Periodismo Carmen Puelma
- 2013 - Alipio Vera - Premio Nacional de Periodismo

Se mencionan solo los premios nacionales de los exalumnos inbanos, sin contar las decenas de premios de otras categorías (no premios nacionales) y un sinfín de trofeos y medallas que actualmente se almacenan en el museo histórico del INBA.

## Uniformes e higiene

### Uniforme
El INBA cuenta con varios tipos de uniformes, tales como el oficial formal (tradicional), el oficial diario (alternativo) y el de gimnasia, estos se componen de las siguientes prendas:
- Uniforme oficial formal: Obligatoriamente debe estar compuesto de una camisa blanca con la corbata oficial institucional, vestón azul marino oscuro con la insignia del INBA, pantalón gris (tradicionalmente utilizado por los colegios chilenos) y, además, deben llevar unos calcetines grises y unos zapatos negros. Los alumnos dependiendo de la época del año pueden optar por llevar chalecos y/o casacas azul marino y bufandas azules oscuras o negras.
- Uniforme oficial diario: Este uniforme se compone de una polera institucional azul oscura (ya sea manga corta o larga) con un par de líneas rojas sobre el cuello, pantalón y calcetines grises y sus correspondientes zapatos negros.
- Uniforme de gimnasia: Este se compone de una polera blanca, un short rojo y un par de zapatillas blancas con calcetas deportivas de este último color que no sobrepasen la mitad de la pierna (mitad de la distancia entre la rodilla y el tobillo). En invierno los alumnos pueden optar por traer el buzo oficial del internado, compuesto por un polerón sin capucha rojo con vivos negros y un pantalón de buzo negro. Para la unidad de Educación Física de "Natación" los alumnos deben usar un boxer de natación con un gorro que le cubra todo el cuero cabelludo.

Las prendas que son oficiales del INBA se pueden comprar en el "Centro de Padres del Internado Nacional Barros Arana" (CEPA INBA) ubicado en el mismo establecimiento.

### Higiene
La higiene del alumnado también es un punto importante por lo que el internado implementa una serie de normas como las siguientes:
- En el área deportiva: cambiar de uniforme al de gimnasia cuando haya que hacer deporte y volver a vestir alguno de los uniformes oficiales (ya sea formal tradicional o alternativo diario) una vez terminada la clase o práctica respectiva. Al concluir esta, el alumno debe lavarse antes de cambiarse de prendas.
- En general: pelo corto (no más de 4 dedos de longitud) y peinado desde la mañana, no estar sudado durante las clases, tener unas manos limpias, estar afeitado en caso de que se tenga mucho vello facial.
- En el aula: limpiar su metro cuadrado, no rayar o ensuciar el aula.

## Entorno
En torno al INBA se genera un microclima cultural y patrimonial único de Santiago, rodeado de museos, bibliotecas, centros culturales, monumentos, teatros, entre otros, llamado Circuito Cultura Santiago Poniente.

## Autoridades
| Cargo                                 | Funcionario (a)                                               |                                                                                                  |
| ------------------------------------- | ------------------------------------------------------------- | ------------------------------------------------------------------------------------------------ |
| Rector(a)                             | Gonzálo Saavedra Henríquez                                    |                                                                                                  |
| Vicerector                            | Mauricio Hormazábal                                           |                                                                                                  |
| Jefe de Unidad de Inspectoría General | Lorena Valenzuela                                             |                                                                                                  |
| Jefe Unidad Técnica                   | Karina Vera Jaure                                             |                                                                                                  |
| Evaluadora                            | Karina Vera Jaure                                             |                                                                                                  |
| Curriculista                          | Cristian Castro                                               |                                                                                                  |
| Orientadores                          | Oscar Suazo Mesías Liliana Santelices María Esperanza Bonifaz |                                                                                                  |
| Psicóloga                             | Elías Gajardo Francisco Ansaldi                               |                                                                                                  |
| Asistente Social                      | Marianka Díaz Ortega                                          |                                                                                                  |
| Inspectores Educación Básica          | Liliana Santelices                                            |                                                                                                  |
| Inspectores Primeros Medios           | Vacante 15/07/2025                                            |                                                                                                  |
| Inspectores Segundo y Tercero Medio   | Mauricio Hormazábal                                           |                                                                                                  |
| Inspectores Cuarto Medio              | Esteban Abarca                                                | Rafael Carreño David Alegría Carlos Pardo Manuel Yévenes Martín Hidalgo Jaime Aros Darío Poblete |

Cabe mencionar que hay sectores que no cuentan con inspectores, tales como:
- Patio Rojo
- Ex centro de servicios (Economato) (Sector clausurado tras riesgo de derrumbe)
- Patio las Palmeras 2do piso
- Patio Amarillo 3er piso
- Aula Magna
- Portería o frontis
- Jardines
- Piscina Temperada
- Canchas (Incluyendo los dos gimnasios y el sector de barras)

Además el "Hall central" está a cargo del Rector, y Secretaria. Los comedores tienen a un inspector por sector.

## Rectores
| N.º | Rector(a)                                                       | Periodo       |                                |
| --- | --------------------------------------------------------------- | ------------- | ------------------------------ |
| 1   | Eduardo Lamas García                                            | 1902-1925     |                                |
| 2   | Amador Alcayaga Alcayaga (Autor del himno del Internado)        | 1925-1950     |                                |
| 3   | Orlando Cantuarias Valdivieso                                   | 1950-1960     |                                |
| 4   | Eliodoro Cereceda Arancibia (Premio Nacional de Educación 1989) | 1960-1970     |                                |
| 5   | Aurelio Huerta Pastene                                          | 1970-1973     |                                |
| 6   | Herik Muñoz Mass                                                | 1973          |                                |
| 7   | David Vergara Torres                                            | 1973-1988     |                                |
| 8   | Miguel Antúnez Parra                                            | 1988-1991     |                                |
| 9   | Ismael Rivera Rivera                                            | 1992          |                                |
| 10  | Manuel Ochoa Barría                                             | 1992-1996     |                                |
| 11  | Luis Villavicencio Guerra                                       | 1997-1998     | exalumno e inspector           |
| 13  | Ernesto Villarroel Cabrera                                      | 2003          |                                |
| 14  | Orlando Fuenzalida Valdés                                       | 2004          |                                |
| 15  | Juan Yánez Rivas (Estuvo 54 años en la institución)             | 2005-2010     |                                |
| 16  | Nancy Flores Bustamante                                         | 2010-2013     |                                |
| 17  | Ruth Delgado Valdebenito                                        | 2013-2015     |                                |
| 18  | Jorge Rojas Guerra (Interino)                                   | 2015-2018     |                                |
| 19  | Jaime Uribe Díaz                                                | 2018-2020     |                                |
| 20  | Ana María Gajardo Sánchez (Interina)                            | 2021          | Inspectora General             |
| 21  | Gonzálo Saavedra Henríquez (Interino)                           | 2021-2022     | exalumno, profesor e inspector |
| 22  | María Alejandra Benavides                                       | 2022-2025     |                                |
| 23  | Gonzálo Saavedra Henríquez (Subrogante)                         | 2025-presente | exalumno, profesor e inspector |